# Ceresole Reale
Ceresole Reale (piemonti nyelven Ceresòle, frankoprovanszálul Cérisoles) egy olasz község a Piemont régióban, Torino megyében.

## Elhelyezkedése

Ceresole Reale község Torino megye térképén

A Valle dell'Orcóban (Orco-völgy) fekszik, a Gran Paradiso lejtőin. Területének egyes részei 4000 méter tengerszint feletti magasságnál is magasabban fekszenek.